# Густафссон, Эрик (1988)
Э́рик Гу́стафссон (англ. Erik Gustafsson; 15 декабря 1988, Квисслеби, Швеция) — шведский хоккеист, защитник. В июле 2015 года подписал контракт на год с клубом «Клотен Флайерз» из Швейцарии. 2 мая 2016 года подписал двухлетний контракт с омским «Авангардом», выступающим в КХЛ. В начале ноября  был помещён в список отказов, откуда его никто не забрал, после чего с игроком расторгли контракт. 16 ноября 2017 года Густафссон перешёл в «Нефтехимик».
| Легенда | Легенда                    | Легенда | Легенда                   | Легенда | Легенда    |
| ------- | -------------------------- | ------- | ------------------------- | ------- | ---------- |
| И       | Количество проведённых игр | Штр     | Штрафное время            | +/−     | Плюс-минус |
| Г       | Голы                       | П       | Голевые передачи          | О       | Очки       |
| -       | Статистика неизвестна      | —       | Статистика не учитывалась |         |            |